# سامح عبد الفضيل
سامح عبد الفضيل لاعب كرة قدم مصري، ويلعب حاليًا لنادي بتروجيت في مركز قلب الدفاع.